# حساسية (أدب)
الحساسية تشير إلى الإدراك الحاد أو الاستجابة لشيء ما، مثل مشاعر شخص آخر. ظهر هذا المفهوم في بريطانيا في القرن الثامن عشر، وارتبط ارتباطًا وثيقًا بدراسات الإدراك الحسي باعتباره الوسيلة التي تُجمع المعرفة من خلالها. وأصبحت مرتبطة بالفلسفة الأخلاقية العاطفية.